# Кертанегара
Кертанегара, Картанагара, Кертанагара (полное имя Шри Махараджадираджа Шри Кертанегара Викрама Дхарматунггадева), Кританагара или Шивабуддха (ум. 1292 г.) — последний и наиболее важный правитель королевства Сингасари на Яве, правивший с 1268 по 1292 год. Под его правлением яванская торговля и влияние значительно расширились, достигнув самых дальних уголков Индонезийского архипелага.

## Предыстрория
Кертанегара был пятым правителем Сингасари и сыном предыдущего царя Вишнувардханы (годы правления 1248—1268). Он фактически удерживал власть с 1254 года и официально сменил своего отца, когда последний умер в 1268 году:188. Династия Сингасари пришла к власти на Яве после завоевания в 1222 году королевства Кедири Кеном Ароком, первым правителем Сингасари.
Кертанегара был последователем мистического тантрического синкретизма индуизма и буддизма и представлял себя воплощением божественного бога-царя Шивы и Будды
. Кертанегара отмечал множество религиозных праздников и возводил скульптуры и металлические доски во время своего правления.

## Завоевания

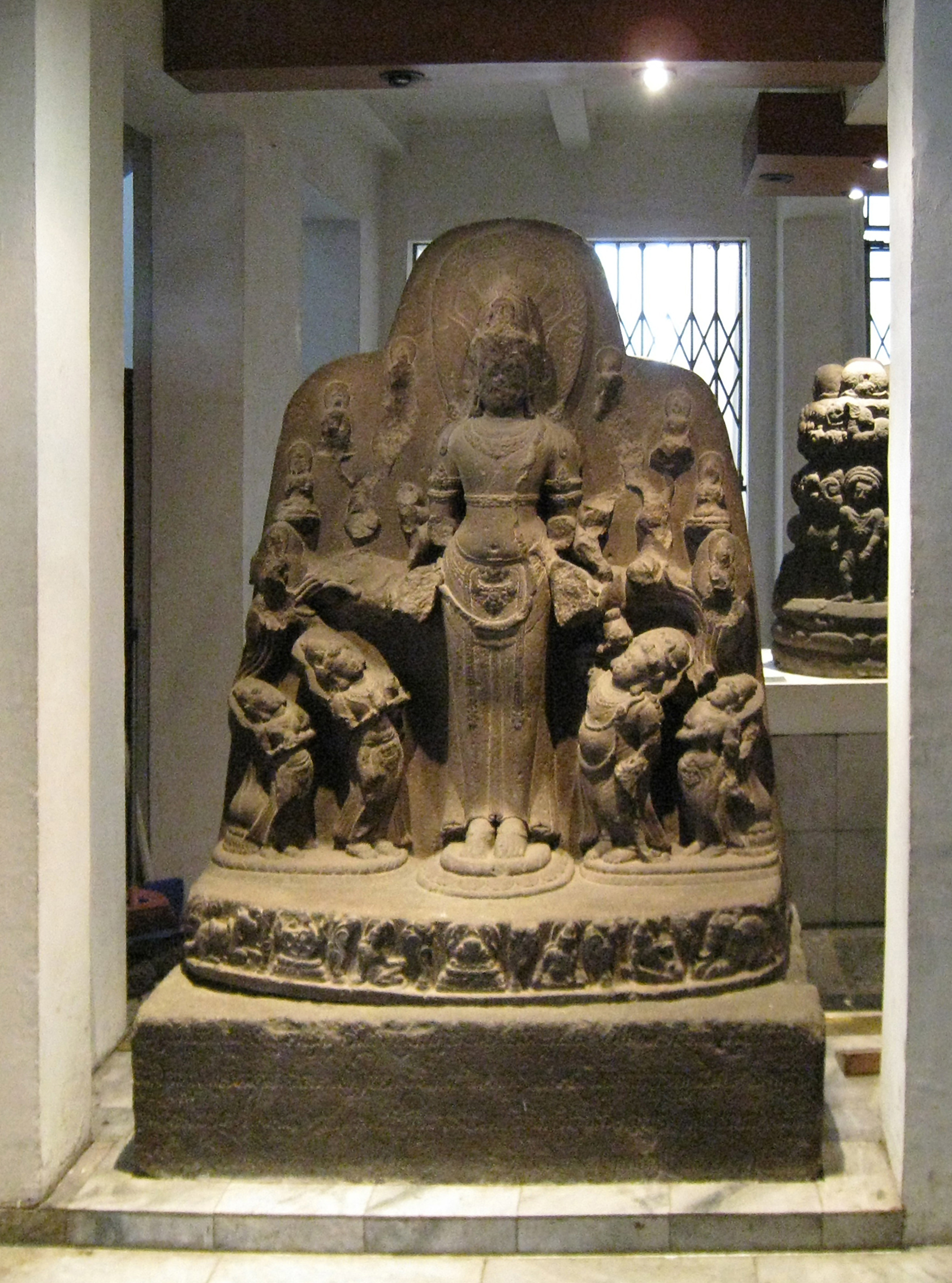
Статуя Амогхапаша, подаренная Кертанегарой королевству Мелаю на восточной Суматре

Сингхасари достиг пика своего могущества во время правления Кертанегары, когда могущество чванцев расширилось на Суматру, Малайский полуостров и Бали. Он расширил участие яванцев в прибыльной торговле специями с Молуккскими островами. Он также подавил восстания на Яве: Чаяраджи (Бхайараджи) в 1270 году и Махиши Рангки в 1280 году:198
Кертанегара был первым яванским правителем, чьи территориальные амбиции простирались за пределы острова Ява. В 1284 году он подчинил близлежащий Бали. Кертанагаре удалось заключить союз с Тямпа, ещё одним доминирующим государством в Юго-Восточной Азии.
В конце его правления экспедиция Памалайю преуспела в получении контроля над Королевством Мелайю на востоке Суматры, а также, возможно, получила контроль над королевством Сунда и гегемонию над Малаккским проливом. Другие районы на острове Мадура и Борнео также предложили свои полномочия Кертанегаре.

## Конфликт с монголами
После завоевания империи Сун монгольская империя Юань стремилась расширить свою власть в Юго-Восточную Азию. В 1289 году Хубилай-хан, внук Чингисхана, отправил своих послов на Яву требовать дань. Кертанегара был оскорблён и арестовал посланников. Он заклеймил их лица, отрезал им уши и отправил обратно в Китай с обезображенными лицами.
Зная, что монголы пошлют военную экспедицию, чтобы наказать его, Кертанегара попытался укрепить свою власть. Около 1290 года он начал Памалайскую экспедицию на Суматру, чтобы завоевать Джамби на юге, одно из государств-преемников Шривиджайи. Джамби был одним из первых индонезийских государств, где ислам утвердил свое присутствие, и он уже поддерживал тесные отношения с юаньским Китаем.
Хубилай-хан в 1292 году приказал начать карательную военно-морскую экспедицию против отдаленных экваториальных островов, чтобы наказать Кертанегару:198.

## Восстание Джаякатванга
Тем временем Кертанегара доминировал на всей Яве, но до прибытия монгольского флота произошли драматические политические изменения. Джаякатванг, принц Кедири и один из самых могущественных вассалов Сингасари, восстал против своего повелителя. Когда основная часть яванской армии была за границей, и оборона Сингасари ослабла, Джаякатванг воспользовался своим шансом и совершил переворот против Кертанегары. Он предпринял диверсионную атаку на север Восточной Явы, где его войска отвлекли оставшиеся на острове войска сингхасари подальше от столицы. Поскольку Кутараджа, столица Сингасари, была беззащитна, Джаякатванг напал на столицу незамеченным из горного южного региона.
Кертанегара был убит вместе со многими придворными в своем дворце в Сингасари в мае или июне 1292 года. Затем Джаякатванг объявил себя правителем Явы и королем восстановленного Королевства Кедири:199.
Среди немногих оставшихся в живых родственников Кертанегары был его зять Раден Виджая, который бежал на остров Мадура, где его приютил его регент Арья Вирараджа. Затем Виджая обосновался в нижней части дельты Брантаса, где построил поселение, которое впоследствии превратилось в могущественную империю Маджапахит:199–200.

## Наследие
Раден Виджая использовал приближающиеся монгольские войска, чтобы свергнуть Джаякатванг. Затем Виджая предал своих монгольских союзников:200–201 которые были ослаблены войной, изгнали их с Явы и основали Маджапахит, одну из величайших империй, возникших на территории современной Индонезии.
Кертанегара не имел наследника мужского пола, но через его дочь Гаятри Раджапатни, которая вышла замуж за Радена Виджая, Кертанегара стал предком династии Раджаса, правящей в империи Маджапахит. Его дочь Гаятри и его внучка Трибхувана Виджаятунггадеви станут царствующими королевами Маджапахит. Его правнук Хаям Вурук стал величайшим королем Маджапахит, который под его правлением стал одной из величайших империй в Нусантаре.
Позднее его потомки почитали Кертанагара как Махаксобья Дьяни Будду в надписи Вураре.
В соответствии с яванскими летописными источниками, погребальным святилищем Кертанегары является храм Сингасари, находящийся недалеко от города Маланг — предположительно, на территории бывшего дворцового комплекса этого правителя.